# Vodní nádrž Vřesník
Vodní nádrž Vřesník je vyrovnávací nádrž na řece Želivce, která se nachází necelý kilometr východně od Želiva v okrese Pelhřimov v Kraji Vysočina. Byla vybudována během let 1925–1928 na 55,23 říčním kilometru mezi Želivem a osadou Vřesník. Délka hráze v koruně činí 78,7 m.

## Vodní režim
Průměrný dlouhodobý roční průtok (Qa) k profilu hráze činí 2,58 m³/s. Stoletá voda (Q100) zde dosahuje 151 m³/s.

## Využití
Nádrž slouží k částečnému vyrovnání průtoků pod elektrárnou Sedlice. Od roku 1983 je součástí tohoto vodního díla malá vodní elektrárna, která je osazena třemi Kaplanovými turbínami o výkonu 160 kW. Nádrž se též využívá pro rekreační účely.